# 杰明斯基农村居民点
杰明斯基农村居民点（俄语：Деминское сельское поселение）是俄罗斯联邦伏尔加格勒州新安宁斯基区所属的一个农村居民点。其下辖有8个居民点，行政中心为杰明斯基。据2016年统计，该农村居民点的人口为1517人。